# Kartell der schaffenden Stände
Das Kartell der schaffenden Stände war ein 1913 gegründetes Bündnis von Vertretern der Landwirtschaft, der Industrie und des alten Mittelstandes zur Abwehr der Sozialdemokratie und anderer gesellschaftlicher Kräfte.

## Geschichte
Beunruhigt vom Erfolg der SPD bei der Reichstagswahl von 1912 kündigte der Reichsdeutsche Mittelstandsverband in einem Schreiben an Reichskanzler Theobald von Bethmann Hollweg mit dem Ziel der Eindämmung der immer „höher steigenden roten Flut“ an, zusammen mit einem bedeutenden Industrieverband eine Interessengemeinschaft aller „selbständigen produktiven Stände“ zusammenbringen zu wollen. Im Rahmen einer Verbandsversammlung des Reichsdeutschen Mittelstandsverbandes wurde das Kartell der schaffenden Stände im August 1913 gegründet. Von den Kritikern wurde es sogleich als „Kartell der raffenden Hände“ verspottet.
Zu dem Bündnis gehörte der Reichsdeutsche Mittelstandsverband, der Bund der Landwirte, der Centralverband Deutscher Industrieller und die Vereinigung der Christlichen Bauernvereine. Ziel war er die Autorität in allen Wirtschaftsbetrieben aufrechtzuerhalten. Hinzu kam die Forderung nach dem Schutz der nationalen Arbeit, die Sicherung angemessener Preise, der Schutz von Arbeitswilligen und die Bekämpfung der Sozialdemokratie und ihrer „Irrlehren.“
Mit dem Kartell versuchten die Initiatoren ähnlich wie während der Sammlungspolitik den gesellschaftlichen Status quo zu verteidigen. Allerdings war das Kartell nur wenig wirkmächtig. Es kam nur zur Veröffentlichung einiger Absichtserklärungen. Ansonsten waren die Interessenunterschiede zu groß. So hatten sich Teile des CDI gegen die Zusammenarbeit mit den Agrariern gewehrt. Ein Bekenntnis zum Antisemitismus, wie es Theodor Fritsch als Vertreter des Reichsdeutschen Mittelstandsverbandes verlangte, war bei den Industrievertretern nicht durchsetzbar.
Gleichwohl unterstrich das Kartell den Willen der Landwirtschaft, der Schwerindustrie und des konservativen Teils des gewerblichen Mittelstandes alle Bestrebungen zu einer Liberalisierung der Gesellschaft und Demokratisierung des Staates zu verhindern. Letztlich waren die Interessen der Mitgliedsverbände doch zu unterschiedlich als das, wie einige wünschten, ein antisemitischer und antisozialistischer Machtblock entstanden wäre.